# Heamoor
Heamoor – osada w Anglii, w Kornwalii. Leży 2 km na północny zachód od miasta Penzance i 412 km na zachód od Londynu.